# 卜舫济

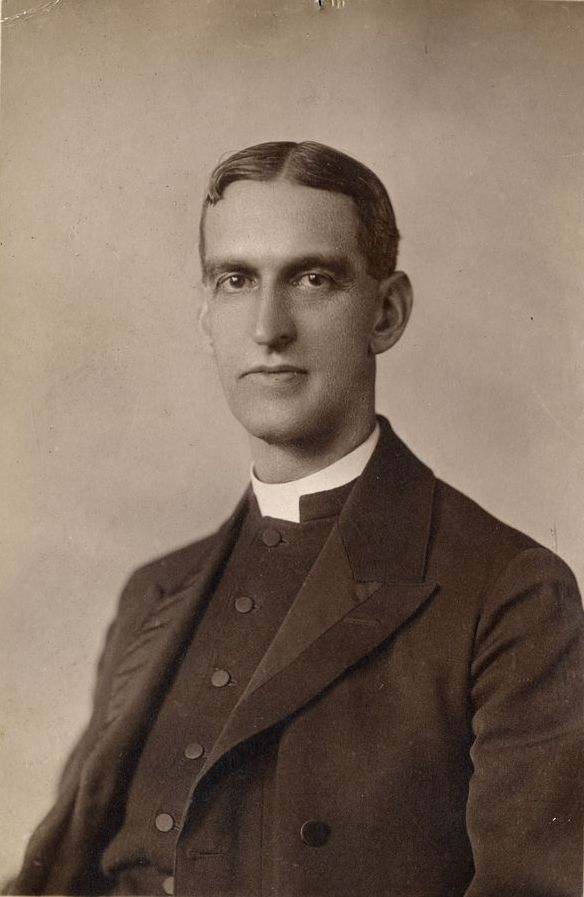

卜舫济（Francis Lister Hawks Pott，英文名直译弗朗西斯·利斯特·霍克斯·波特，1864年2月22日—1947年3月7日），美国圣公会传教士、教育家。上海圣约翰大学校长。

## 生平
1864年2月22日，卜舫济出生于美国纽约的一个圣公会教徒家庭，祖父為圣公会牧師，父親卜雅各是紐約的聖經出版商和圣公会紐約教區司庫。1883年，卜舫济从哥伦比亚大学毕业，随后進入聖公會總神學院学习神学。在那里，他由于為一位中國洗衣工教英語，而對到中國傳教发生兴趣。
1886年，卜舫济從神學院畢業，立刻接受美国圣公会的差遣前往中国传教，11月18日抵達上海。他住到嘉定的一戶農家，以儘快掌握中国的语言习俗。1887年，他被派到美国圣公会在华创办的第一所大学——圣约翰书院任英语教习。1888年6月，年仅24岁的卜舫济被提拔担任圣约翰书院校长。在他领导下，圣约翰特别注重英语教学，规定所有科目（除中文）一律采用英语教学，校园内一律采用英语进行交流。体育是圣约翰的另一个特色，运动水平居各校领先地位。
1905年，卜舫济使圣约翰成为一所四年制本科大学，拥有文、理、医、神四个学院，向美国哥伦比亚特区註冊，所授学位被美国各大学认可。1941年，卜舫济辞去聖約翰大學校長职務，回到美国安度晚年，1946年又再次回到中国担任圣约翰大学榮譽校长。1947年3月7日，卜舫济去世于上海宏恩医院，享年83岁，葬于静安寺公墓。
卜舫济主張教育与政治分離，反對以學校為基地从事政治運動，为此曾与热衷于从事政治運動的学生发生数次冲突事件。1925年，一批学生因此退学，另组光华大学。

## 婚姻
卜舫济在年轻时，曾经力排众议，在1888年9月27日，与圣公会華籍牧師黃光彩的女兒黃素娥結婚。1918年黃素娥因病去世，次年，卜舫濟再婚，新娘是聖約翰英籍教員顾斐德（C. Gooper）的遺孀Emily G. Gooper。